# Cot Jaja
Cot Jaja is een bestuurslaag in het regentschap Pidie van de provincie Atjeh, Indonesië. Cot Jaja telt 840 inwoners (volkstelling 2010).